# Lumban
Lumban è una municipalità di quarta classe delle Filippine, situata nella Provincia di Laguna, nella Regione del Calabarzon.
Lumban è formata da 16 baranggay:
- Bagong Silang
- Balimbingan (Pob.)
- Balubad
- Caliraya
- Concepcion
- Lewin
- Maracta (Pob.)
- Maytalang I
- Maytalang II
- Primera Parang (Pob.)
- Primera Pulo (Pob.)
- Salac (Pob.)
- Segunda Parang (Pob.)
- Segunda Pulo (Pob.)
- Santo Niño (Pob.)
- Wawa